# Sara Balzer
Sara Balzer (Estrasburg, 3 d'abril de 1995) és una esportista francesa que competeix en esgrima, especialista en la modalitat de sabre.
Va participar en els Jocs Olímpics de Tòquio 2020, i hi va obtenir una medalla de plata en la prova per equips (juntament amb Cécilia Berder, Manon Brunet i Charlotte Lembach). Va guanyar tres medalles en la prova per equips del Campionat del Món i també va guanyar quatre medalles (1 d'or) en els Campionats d'Europa, tant en individual com en equips.
Als Jocs Olímpics d'estiu de 2024 realitzats a París (França) aconseguí guanyar la medalla de plata en la prova individual femenina de sabre.

## Palmarès internacional
| Jocs Olímpics     | Jocs Olímpics       | Jocs Olímpics | Jocs Olímpics    |
| Any               | Lloc                | Medalla       | Prova            |
| ----------------- | ------------------- | ------------- | ---------------- |
| 2020              | Tòquio ( Japó)      | 2             | Sabre per equips |
| 2024              | París ( França)     | 2             | Sabre individual |
| Campionat del Món |                     |               |                  |
| 2017              | Leipzig ( Alemanya) | 3             | Sabre per equips |
| 2022              | El Caire ( Egipte)  | 2             | Sabre per equips |
| 2023              | Milà ( Itàlia)      | 2             | Sabre per equips |
| Campionat Europeu |                     |               |                  |
| Any               | Lloc                | Medalla       | Prova            |
| 2017              | Tbilisi ( Geòrgia)  | 3             | Sabre per equips |
| 2022              | Antalya ( Turquia)  | 3             | Sabre individual |
| 2023              | Plòvdiv ( Bulgària) | 2             | Sabre individual |
| 2023              | Cracòvia ( Polònia) | 1             | Sabre per equips |